# Ultradaixina
Ultradaixina es un género de foraminífero bentónico, considerado como nomen nudum de estatus desconocido, y propuesto como un subgénero de Daixina, es decir, Daixina (Ultradaixina) de la subfamilia Pseudoschwagerinae, de la familia Schwagerinidae, de la superfamilia Fusulinoidea, del suborden Fusulinina y del orden Fusulinida. Su rango cronoestratigráfico abarcaba el Gzeliense (Carbonífero superior).

## Discusión
Clasificaciones más recientes hubiesen incluido Ultradaixina en la superfamilia Schwagerinoidea, y en la subclase Fusulinana de la clase Fusulinata. Otras clasificaciones lo han incluido en la Subfamilia Triticitinae de la Familia Triticitidae.

## Clasificación
Ultradaixina incluía a las siguientes especies:
- Ultradaixina bosbytauensis †, también considerado como Daixina (Ultradaixina) bosbytauensis †
  - Ultradaixina bosbytauensis distincta †, también considerado como Daixina (Ultradaixina) bosbytauensis distincta †
- Ultradaixina kaspica †, también considerado como Daixina (Ultradaixina) kaspica †
- Ultradaixina postsokensis †, también considerado como Daixina (Ultradaixina) postsokensis †